# Ovídio Teixeira
Ovídio Antunes Teixeira (Caetité, 3 de junho de 1886 - 18 de março de 1970) foi um farmacêutico e político brasileiro, havendo ocupado o posto de senador pela Bahia na vaga deixada por Juracy Magalhães, de 1956 a 1963.
Na cidade natal Teixeira ocupou a vereança por várias legislaturas, sendo prefeito em três ocasiões e deputado estadual.

## Biografia
Ovídio Teixeira era filho de Crescêncio Antunes Teixeira e Antônia Bernardo Antunes Teixeira. Realizou os estudos básicos em Caetité, e os secundários no Rio de Janeiro, onde também veio a se graduar na Faculdade de Farmácia da então capital federal. De volta à terra natal exerce a profissão de farmacêutico, dedicando-se ainda à agropecuária.
Seu primeiro comércio, a "Farmácia Nice", fora aberta em sociedade com o primo Joaquim Silveira Lima mas esta durou pouco e estabeleceu a "Farmácia Teixeira" que, entretanto, era conhecida apenas como "Farmácia de Dr. Ovídio" onde às tardes reuniam-se os partidários para "jogarem gamão, discutir política e os acontecimentos do Brasil e do mundo". Neste estabelecimento a cidade tinha o foco irradiador das notícias, como narra o escritor da Academia Mineira de Letras, Flávio Neves: "Com o telegrama na mão, o Dr. Deocleciano, com boné de alpaca e chinelo de lã, dirigia-se à Farmácia do Dr. Ovídio; dali a nova se irradiava. Às pressas se imprimiam boletins, fartamente distribuídos, concitando o povo para uma marche aux flambeaux, logo mais. Esta irrompia, com vigor, com a Lyra Caetiteense à frente, recheada aqui e acolá de inflamados discursos."

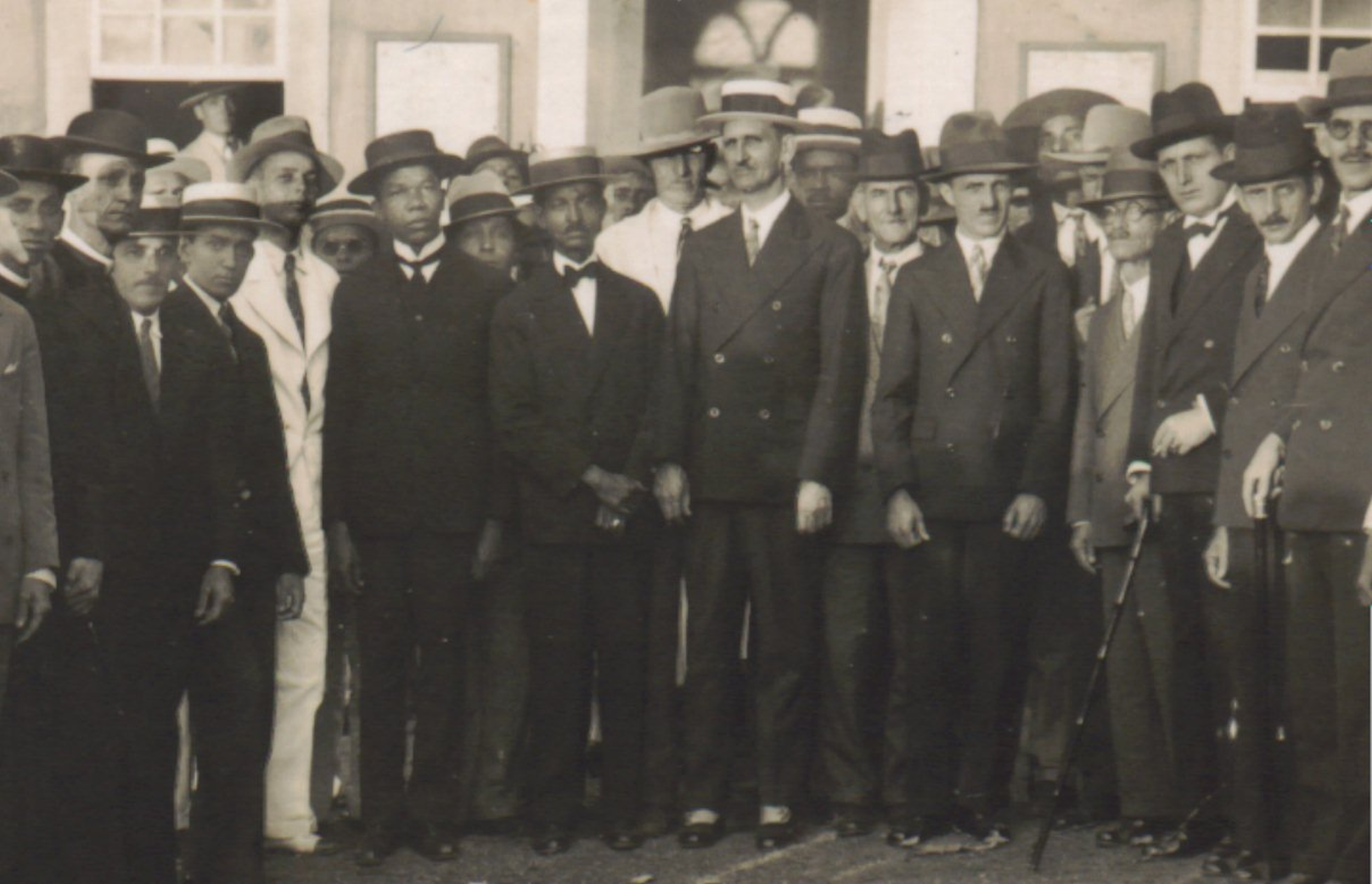
Registro da posse como prefeito de Caetité, em 1948 (ao centro).

Deocleciano Pires Teixeira era, então, um dos principais líderes do alto sertão baiano, ao qual Ovídio se filiara e herdou o legado político; teve seu auge já no final da vida, quando é eleito Góes Calmon para o governo estadual. A prática da reunião em uma farmácia e do jogo de gamão Deocleciano já se habituara ainda no século XIX, com Cleófano Meireles, como registrou o ex-primeiro-ministro do Brasil, Hermes Lima; a seguir esclarece a cúpula do poder que vigia, então: " A direção superior do partido formavam-na, com ele, Monsenhor Luis Pinto Bastos, vigário local, homem de vigorosa atuação política e o dr. Ovídio Teixeira".

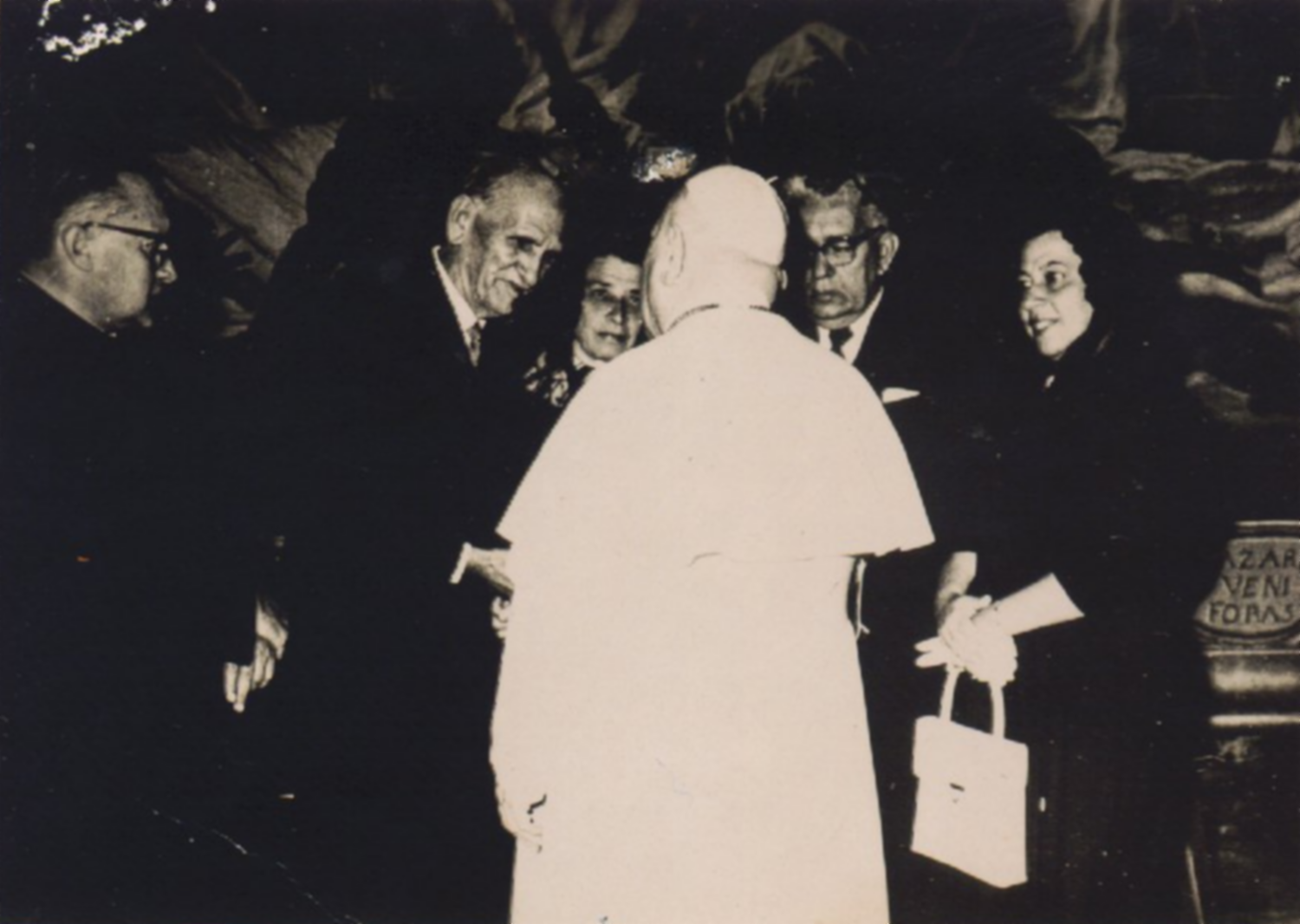
Ovídio Teixeira e Aloysio Short (deputado) com esposas no Vaticano com o Papa João XXIII.

Em 1911 candidata-se à função de juiz de paz, obtendo na ocasião 54 votos (ficando em segundo lugar, após o tenente Agrário Antunes de Brito Teixeira). Ingressa na política em 1924 elegendo-se prefeito e reeleito em 1927, ficando no cargo até a Revolução de 1930.
Casou-se com Sofia Guimarães Lacerda Teixeira. Em 1932 volta a se eleger intendente mas fica no cargo até 1934 quando é feito deputado estadual para a Assembleia Estadual Constituinte ocupando esta função até novembro de 1937 quando o golpe de estado levado a cabo por Getúlio Vargas o afasta temporariamente da vida pública. Nesta legislatura, também seu irmão mais novo, Carlos Antunes Teixeira, então com trinta anos, foi eleito pela cidade, ambos compondo a base governista, enquanto o terceiro deputado eleito ali, Nestor Duarte, era da oposição.
Em 1945, com o fim do chamado Estado Novo, filia-se à UDN, chefiando o partido no município e integrando seu diretório estadual; de novo elege-se prefeito para o mandato de 1948 a 1950. Quatro anos depois concorre como suplente ao Senado, na chapa que tinha por titular Juracy Magalhães. Em 1955 é diplomado e ocupa interinamente a vaga de Juracy de maio a agosto de 1956, quando integra a Comissão de Economia daquela casa legislativa. Com o afastamento definitivo de Juracy, eleito governador, torna-se efetivo a partir de abril de 1959 e exerce o mandato até 1963, sendo este sua última função política.

## Realizações e homenagens

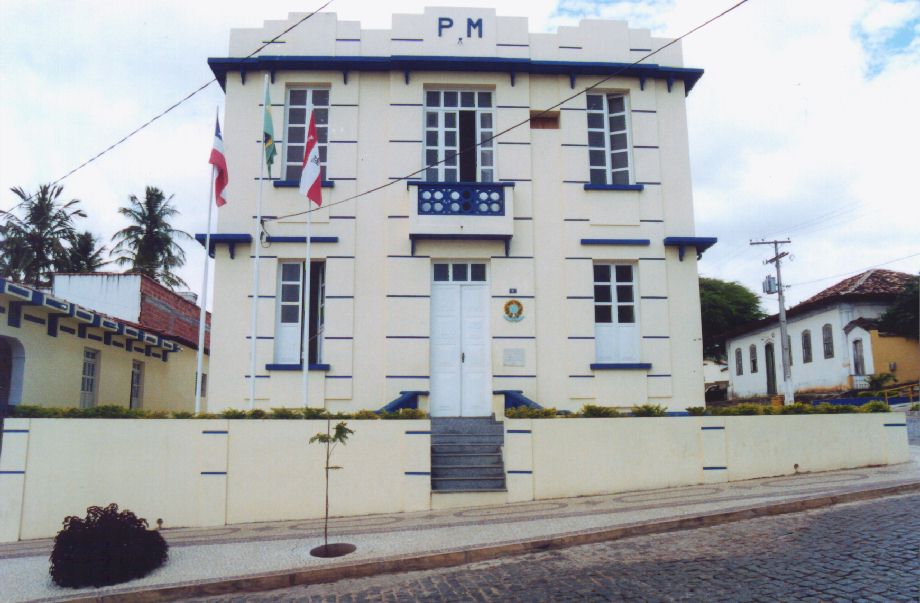
Antiga sede da prefeitura em 2004, inaugurada na gestão de Ovídio Teixeira

Em seu terceiro mandato como prefeito de Caetité ergueu o prédio da prefeitura, inaugurado em 1950, ali também funcionando a Câmara de Vereadores.
Erguido onde era a antiga Escola Normal, o Grupo Escolar Senador Ovídio Teixeira homenageia o político.
Na cidade Ovídio Teixeira dá nome a um de seus bairros, onde dentre outras estão as avenidas Luiz Bento e Luiz Gumes.